# 宝兴百合
宝兴百合（学名：Lilium duchartrei），为百合科百合属下的一个种。产四川、云南、西藏和甘肃。生于高山草地、林缘或灌木丛中，海拔2300-3500米。

## 扩展阅读
維基物種上的相關：宝兴百合